# Wölfersheim
Wölfersheim – miejscowość i gmina w Niemczech, w kraju związkowym Hesja, w rejencji Darmstadt, w powiecie Wetterau, leży nad rzeką Wetter. Gmina 30 czerwca 2013 liczyła 9690 mieszkańców.

## Historia
W Wölfersheim znajduje się 27-metrowa, kamienna wieża wybudowana w roku 1408, tzw. "Biała wieża" (niem. Weißer Turm) oraz nieco starsza, przełomu wieków XIV/XV, "Czarna wieża" (niem. Schwarzer Turm).